# Tipula barnesiana
Tipula barnesiana är en tvåvingeart som beskrevs av Alexander 1963. Tipula barnesiana ingår i släktet Tipula och familjen storharkrankar. Inga underarter finns listade i Catalogue of Life.